# Asplenium incisum
Asplenium incisum är en svartbräkenväxtart som beskrevs av Thunb. Asplenium incisum ingår i släktet Asplenium och familjen Aspleniaceae. Inga underarter finns listade.

## Bildgalleri

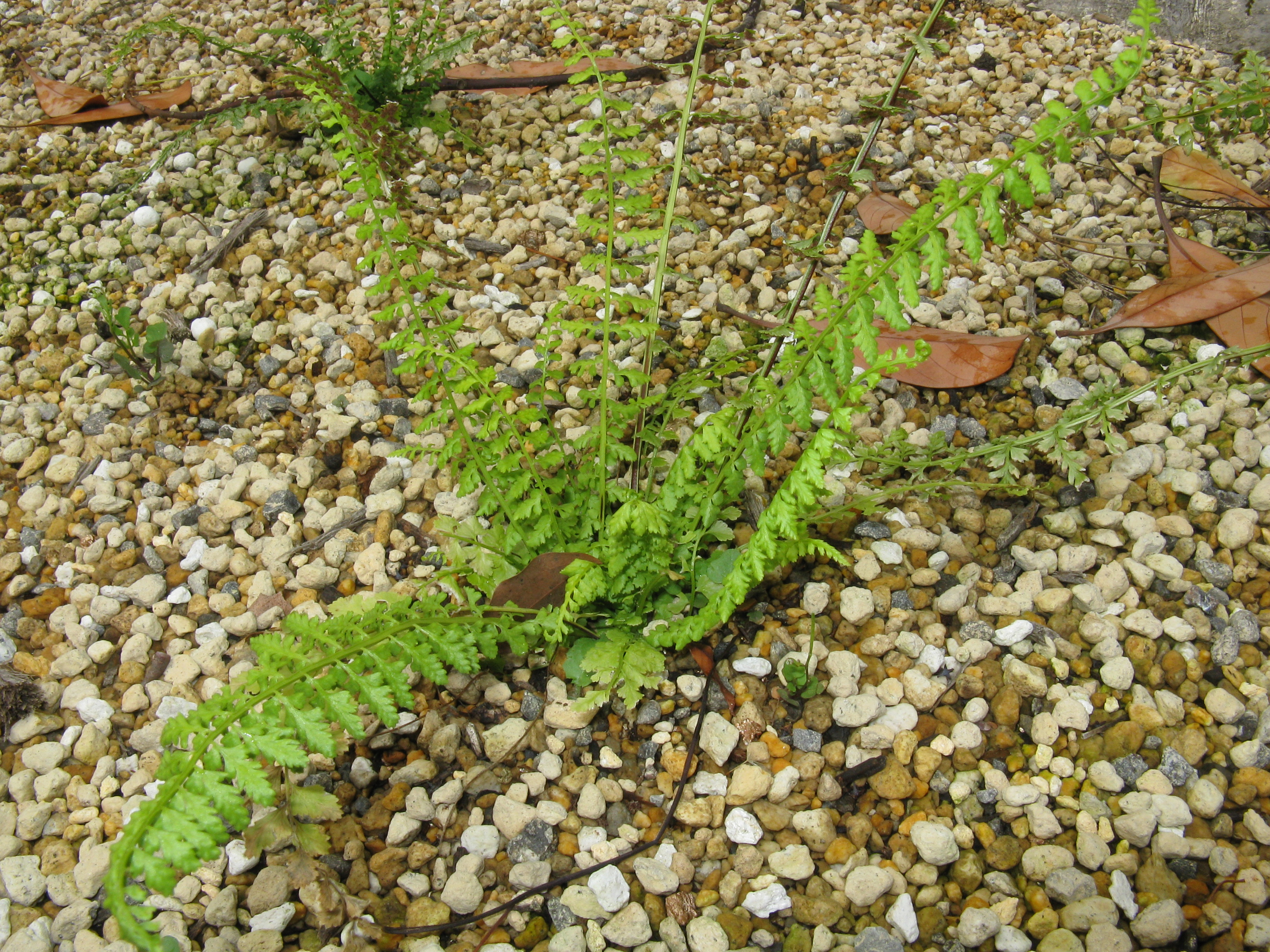